# رگ کالندر
رگ کالندر (انگلیسی: Reg Callender؛ 31 August 1892 – ۵ اکتبر ۱۹۱۵) بازیکن فوتبال اهل بریتانیا بود.
از باشگاه‌هایی که در آن بازی کرده‌است می‌توان به باشگاه فوتبال گلوسوپ نورث اند و باشگاه فوتبال دربی کانتی اشاره کرد.
وی همچنین در تیم ملی فوتبال England Amateurs بازی کرده‌است.